# Economia dello Zimbabwe
L'economia dello Zimbabwe è basata sul sistema aureo. Il PIL nominale è stimato a 73 miliardi di dollari (nel 2023), mentre la parte "sommersa" è stimata a 44 miliardi di dollari statunitensi, il 64,1% del Pil nominale.
Il settore primario contribuisce alla maggior parte delle esportazioni.
Il paese ha riserve metallurgiche di cromite, ma anche altri minerali destinati all'esportazione come carbone, amianto, nichel, oro, platino e minerali di ferro.

## Situazione economica attuale
Nel 2000 lo Zimbabwe pianificò la riforma agraria che prevedeva l'esproprio di aziende agricole possesute dai bianchi create durante il periodo coloniale, e la loro ridistribuzione alla popolazione nativa; la gran parte erano cittadini e membri del partito ZANU-PF, che erano disinteressati e inesperti in agricoltura e fallirono nell'ottenere l'alta efficienza degli ex-proprietari, ma un po' di guadagni furono ottenuti nel breve periodo grazie alla vendita delle terre e dell'equipaggiamento. Questa mancanza di esperienza nel settore agricolo portò a una riduzione delle esportazioni e una minore confidenza nel mercato, il paese vide una caduta nella produzione del cibo e ad oggi queste terre sono usate da comunità rurali per una agricoltura di sussistenza, quindi è ripartita la coltivazione di prodotti alimentari base come il mais a discapito di quelli destinati soprattutto all'esportazione come tabacco e caffè, inoltre lo Zimbabwe è stato scenario del 30º caso di iperinflazione nella storia.
La spesa pubblica è pari al 29,7% del PIL, le imprese pubbliche sono fortemente finanziate e le tasse e la regolamentazione sono molto rigide verso le aziende private, per questo è molto difficile aprire un business o chiuderlo e a causa di queste legislazioni sul mercato assumere o licenziare un lavoratore é un processo molto lungo e nel 2008, secondo una stima non ufficiale, il tasso di disoccupazione era cresciuto del 94%.
Nel 2023 il tasso di disoccupazione si attestava al 9,3%
Un report pubblicato nel 2014 dall'African Progress Panel ha stimato che, su tutti i paesi africani esaminati in base al tempo necessario per raddoppiare il proprio PIL Pro Capite, lo Zimbabwe si piazzerebbe ultimo, infatti, allo stato attuale ci vorrebbero 190 anni per raddoppiare il proprio PIL Pro Capite. E con l'incertezza sul programma di indigenizzazione, la mancanza di una stampa libera, la possibilità di abbandonare il Dollaro Statunitense come valuta ufficiale, l'instabilità politica che seguì la fine del governo di unità nazionale con l'MCD e le lotte per il potere interne nel partito ZANU-PF hanno solo peggiorato le aspettative per il futuro.
Nel settembre 2016 il ministro delle finanze identificò i bassi livelli di produzione e la conseguente bilancia commerciale in negativo, gli insignificanti investimenti esteri e la mancanza di un accesso ai mercati internazionali a causa dell'"arretratezza del paese" come cause della situazione economica attuale.
Lo Zimbabwe è al 140° posto su 190 paesi sulla classifica pubblicata dalla Banca Mondiale sulla facilità di investire. Però furono classificati in alto per la facilità di ottenere credito (al 85° posto) e la tutela degli imprenditori minori (al 95° posto).

## Infrastrutture e Risorse

### Trasporti
I trasporti interni in Zimbabwe e la rete elettrica sono modernizzate, tuttavia la manutenzione non è adeguata. Lo Zimbabwe è attraversato da 2 autostrade transafricane: la Cairo-Città del capo e la Beira-Lobito. Le autostrade poco asfaltate collegano i principali centri urbani e aree industriali, mentre il sistema ferroviario nazionale, gestito da Ferrovie Nazionali dello Zimbabwe (NRZ in inglese), collega lo Zimbabwe ad un più vasto sistema ferroviario che lo collega ai suoi vicini.

### Energia
L'ente responsabile del rifornimento di energia elettrica nazionale è lo ZESA. Lo Zimbabwe ha 2 siti principali di produzione di energia elettrica: la diga di Kariba (co-posseduta assieme al vicino Zambia) e dal 1983 la centrale geotermica di Hwange e le sue miniere di carbone. Tuttavia, queste non soddisfano il fabbisogno nazionale e per questo sono frequenti i blackout organizzati. La centrale di Hwange non è capace di utilizzare la sua massima capacità viste le tecnologie arretrate e la poca manutenzione. Nel 2006 la distruzione delle infrastrutture e la mancanza di macchinari per l'estrazione di carbone hanno portato lo Zimbabwe a esportare il 40% della sua energia, di cui 100 megawatt dalla Repubblica Democratica del Congo, 200 megawatt dal Mozambico, 450 megawatt dal Sudafrica e altri 300 megawatt dallo Zambia. Nel maggio 2010 la produzione energetica del paese era stimata sui 940 megawatt su una domanda era di 2500. L'uso di piccoli generatori è molto diffuso.

### Telecomunicazioni
Un tempo le linee telefoniche erano difficili da produrre. Con TelOne, però, ha un solo gestore telefonico. Le reti di telefonia cellulare sono un'alternativa. I principali operatori telefonici sono Telecel, Net*One, e Econet.

### Agricoltura
L'agricoltura si può dividere in due categorie: quella dedicata all'esportazione come cotone, tabacco, caffè, arachidi e numerosi frutti, e quella di sussistenza con alimenti destinati al consumo interno, come mais e grano.
L'agricoltura dedicata all' esportazione era completamente controllata dalla minoranza bianca prima della riforma agraria cominciata nel 2000, in cui le terre in Zimbabwe furono revocate forzatamente dai bianchi e ridistribuite ai nativi neri, questo fu fatto da Robert Mugabe per cancellare delle disuguaglianze lasciate dal colonialismo. I nuovi proprietari però non avevano terreni e quindi le garanzie per accedere ai prestiti bancari, oltre a questo i piccoli agricoltori non avevano esperienza di agricoltura su scala commerciale.
Dopo la ridistribuzione delle terre la gran parte di loro rimase di loro rimase incolta e la produzione agricola subì un calo drastico. l'Università dello Zimbabwe nel 2008 stimò che fra il 2000 e il 2007 la produzione agricola diminuì del 51%. La produzione di tabacco, il prodotto agricolo più esportato, diminuì del 79% fra il 2000 e il 2008.

### Settore minerario
Come molti altri paesi della regione, il suolo dello Zimbabwe è ricco di materie prime, come platino, carbone, ferro grezzo e oro. Di recente sono stati trovati anche giacimenti di diamanti di dimensioni considerevoli. Esistono anche giacimenti di rame, cromite e nichel, anche se in quantità ridotta. Nel 2006 fu scoperto il deposito di diamanti di Manange che si pensa possa essere il più grande al mondo.
Nel marzo 2011, il governo zimbabwese applicò delle leggi che obbligavano le aziende del settore minerario ad avere a loro comando dei locali, a seguito di queste notizie ci fu un calo drastico dei prezzi delle azioni delle compagnie che avevano miniere in Zimbabwe.
| Anno | Produzione di oro (Kg) |
| ---- | ---------------------- |
| 1998 | 27.114                 |
| 2007 | 7.017                  |
| 2015 | 18.400                 |

### Istruzione
Lo stato dell'educazione in Zimbabwe influenza la crescita dell'economia mentre l'economia può influenzare la disponibilità e il livello degli insegnanti. Ad oggi lo Zimbabwe ha uno dei tassi di alfabetizzazione più alti in Africa, sopra il 90%. La crisi del 2000, però, ha comunque ridimensionato questi dati a causa dell'esodo di insegnanti e specialisti (dottori, scienziati, ingegneri) verso altri paesi. Inoltre, il nuovo programma scolastico nelle scuole primarie e secondarie ha influito sullo stato di un settore un tempo forte.